# MycoDB
 (janvier 2013).
Si vous disposez d'ouvrages ou d'articles de référence ou si vous connaissez des sites web de qualité traitant du thème abordé ici, merci de compléter l'article en donnant les références utiles à sa vérifiabilité et en les liant à la section « Notes et références ».
MycoDB (pour Mycology Data Base, en français « Base de données mycologique ») est une base de données mycologique collaborative française en ligne. Elle permet aux mycologues francophones de décrire des champignons, de publier des photos et de gérer leurs récoltes.

## Historique
Cette base de données et son moteur Internet ont été créés en 2006 par Rémy Péan (mycologue angevin) et Guillaume Péan (informaticien), à l'origine pour les mycologues de la Société d'Études Scientifiques de l'Anjou (SESA) puis après quelques mois seulement, étendue pour l'ensemble des mycologues francophones désireux de partager le fruit de leur travail mycologique.
En janvier 2023, MycoDB compte environ 1620 membres pour la plupart mycologues appartenant à des sociétés mycologiques françaises, belges et suisses mais aussi espagnoles, algériennes, canadiennes, italiennes, etc. Leur travail collaboratif a permis de rassembler en seize ans environ 26 200 photos illustrant plus de 8 100 champignons.
MycoDB est liée à deux autres bases de données de référence en matière de nomenclature mycologique : l'INPN (référence de la nomenclature française, alimentée par la Société mycologique de France) et MycoBank (référence de la nomenclature internationale).
L'objectif de MycoDB est aussi l'aide à la détermination des champignons grâce à des clés dichotomiques et clés informatiques.
L'origine de ce projet date de 1995, année à laquelle Rémy Péan (mycologue en Anjou), aidé par Jean Mornand (ancien président de la Société Mycologique de France) et par son fils informaticien Guillaume Péan, ont sorti un premier logiciel appelé Clé de détermination des Pézizes permettant de déterminer informatiquement les pézizes. Ce logiciel client lourd sous Windows a évolué jusqu'en 2005 avec l'ajout des bolets puis des amanites pour donner naissance au site MycoDB en janvier 2006.